# L'ospite del senatore Horton
L'ospite del senatore Horton (The Werewolf Principle) è un romanzo di fantascienza dello scrittore statunitense Clifford D. Simak scritto nel 1968.

## Trama
XXV secolo: in una notte buia e tempestosa, Andrew Blake si trova inspiegabilmente davanti alla residenza del senatore Horton. Il politico gli offre rifugio e la figlia lo riconosce quale un astronauta tornato da una lunga missione nello spazio profondo. Blake non ricorda alcunché, fino al suo ritorno sulla Terra, e al contempo continua ad accusare dei frequenti episodi di amnesia, dimentico ad esempio di come si sia trovato lì, bagnato fradicio e con un abbigliamento inadeguato. Nel frattempo un uomo della sicurezza segnala l'inspiegabile avvistamento di un lupo, considerato una specie animale estinta. Blake rincasa ma subirà ben altri spiacevoli episodi come quella notte, venendo via via a scoprire come il senatore sia da tempo interessato alla sua persona e come dei misteri che la Scienza cela da secoli, lo riguardino molto da vicino.
Scoprirà via via la propria natura non umana, di un esperimento non riuscito di esploratore mutaforma, creato in laboratorio per adattarsi a qualsiasi condizione planetaria.

## Edizione
Clifford D. Simak, L'ospite del senatore Horton, collana Oscar Mondadori 550, traduzione di Mario Galli, Milano, Mondadori, 1974  [1968],  p. 193.